# Annapurna Pictures
Pour les articles homonymes, voir Annapurna (homonymie).
Annapurna Pictures est une société de production de cinéma américaine, créée par Megan Ellison.
Elle est spécialisée dans la production et la distribution de films mais aussi dans la production de séries télévisées. Elle dispose également d'une filiale intitulée Annapurna Interactive, spécialisée dans la distribution de jeux vidéo.

## Historique
Megan Ellison, fille du milliardaire Larry Ellison (l'un des hommes les plus riches du monde), fonde la société en 2011, à l'âge de 25 ans. Elle a pu faire ça grâce à un cadeau pour son 25e anniversaire : un chèque de 2 milliards de dollars de la part de son père.
Le nom de la société provient de Annapurna (parfois Annapoorna), déesse hindou de la nourriture et symbole de l'abondance. L'Annapurna est également un sommet de l'Himalaya au Népal.
Comme indiqué sur son site, Annapurna Pictures se veut une société de production en décalage avec les autres studios hollywoodiens : « Annapurna Pictures is a film production and finance company founded with the goal of creating sophisticated, high-quality films that might otherwise be deemed risky by contemporary Hollywood studios. The company, which many consider to be a one-stop shop for filmmakers, has provided the industry with a critical boost of mature, adult dramas in recent years. » La société a ainsi produit des films qui avaient été rejetés par d'autres studios, comme Des hommes sans loi (John Hillcoat, 2012).
Plusieurs films produit par Annapurna Pictures ont été nommés aux Oscars du cinéma, notamment American Bluff et Her nommés la même année à l'Oscar du meilleur film.
Le 1er décembre 2016, Annapurna s'ouvre aux jeux vidéo et crée Annapurna Interactive. Le premier jeu édité par cette nouvelle structure est What Remains of Edith Finch, le deuxième jeu du développeur californien Giant Sparrow.

## Cinéma

### Production
- 2012 : Des hommes sans loi (Lawless) de John Hillcoat[3]
- 2012 : The Master de Paul Thomas Anderson
- 2012 : Cogan : Killing Them Softly (Killing Them Softly) d'Andrew Dominik
- 2012 : Zero Dark Thirty de Kathryn Bigelow
- 2013 : Spring Breakers de Harmony Korine
- 2013 : Her de Spike Jonze
- 2013 : American Bluff (American Hustle) de David O. Russell
- 2014 : Foxcatcher de Bennett Miller
- 2015 : Joy de David O. Russell
- 2016 : Everybody Wants Some!! de Richard Linklater
- 2016 : Le Teckel (Wiener-Dog) de Todd Solondz
- 2016 : Sausage Party : La Vie privée des aliments (Sausage Party) de Greg Tiernan et Conrad Vernon
- 2016 : 20th Century Women de Mike Mills
- 2017 : The Bad Batch d'Ana Lily Amirpour
- 2017 : Phantom Thread de Paul Thomas Anderson
- 2018 : Les Frères Sisters (The Sisters Brothers) de Jacques Audiard
- 2018 : Si Beale Street pouvait parler (If Beale Street Could Talk) de Barry Jenkins (également distributeur)
- 2018 : La Ballade de Buster Scruggs (The Ballad of Buster Scruggs) de Joel et Ethan Coen
- 2018 : Vice d'Adam McKay
- 2019 : Monsieur Link (Missing Link) de Chris Butler
- 2019 : Booksmart de Olivia Wilde
- 2019 : Bernadette a disparu (Where'd You Go, Bernadette) de Richard Linklater
- 2019 : Queens (Hustlers) de Lorene Scafaria (producteur associé uniquement)
- 2019 : Wounds de Babak Anvari
- 2019 : Scandale (Bombshell) de Jay Roach (producteur associé uniquement)
- 2020 : Kajillionaire de Miranda July
- 2022 : She Said de Maria Schrader
- 2023 : Nimona de Troy Quane et Nick Bruno

### Distribution uniquement
- 2013 : The Grandmaster (chinois : 一代宗师, Yat doi jung si) de Wong Kar-wai (distribution aux États-Unis)
- 2017 : Detroit de Kathryn Bigelow
- 2017 : La Vie, ma vie (Brad's Status) de Mike White (co-distribution avec Amazon Studios)
- 2017 : My Wonder Women (Professor Marston and the Wonder Women) d'Angela Robinson
- 2017 : Sorry to Bother You de Boots Riley
- 2018 : Operation Finale de Chris Weitz (co-distribution avec Metro-Goldwyn-Mayer)
- 2018 : Destroyer de Karyn Kusama

## Séries télévisées
- 2019 : Soundtrack de Joshua Safran
- 2020 : The Plot Against America de David Simon et Ed Burns
- 2020 : Monsterland de Mary Laws
- 2022 : Pam and Tommy
- 2023 : The Changeling (en)